# Европос
Европос (грч. Ευρωπός) је насељено место у општини Пеонија у периферији Средишња Македонија, Грчка. Према попису из 2021. године било је 1.413 становника.
Према бугарском географу и историчару, Василу Канчову, у Европосу је 1900. године живело 665 Турака и 30 Словена хришћана. 
До почетка 20. века у селу је живело неколико словенских породица, а 1924. године турско становништво је принудно исељено у Турску. На њихово место је насељено 388 караманлијских избегличких породица из Турске. На попису из 1928. године Европос је имао 1.338 становника. Село се раније звало Ашиклар.